# Bratomor na Metavi
Bratomor na Metavi je drama Pavla Golia napisana leta 1935. Sestavljena je iz šestih slik.

## Osebe
- Neža: gruntarica
- Andrej in Aleš: njena sinova
- Ambrož: njen svak
- Metka: kmečko dekle
- stražarji in orožniki

## Obnova
Neža je vdova, ki bi rada prepisala posestvo, a se ne zna odločiti med sinovoma Andrejem in Alešem. Posvetuje se z župnikom, ki se postavi na Aleševo stran. Tudi Metka zapeljuje Aleša v upanju na grunt, čeprav ji je Andrej bolj všeč. Aleš ima Metko rad, a se obotavlja.
Metka prepriča Aleša, da gresta v gostilno, kjer je tudi Andrej, s katerim Metka zapleše. Zmenita se za sestanek, saj se je v Andreju prebudila stara ljubezen. Ko Aleš preganja Metko k odhodu, mu njegov brat očita, da je pustež.
Metka Andreju na sestanku prizna, da ga ima rada, a želi si tudi grunt. Andrej ji obljubi, da se bo pogovoril z materjo in jo poskušal prepričati, naj da grunt njemu. Med tem Ambrož nagovarja Aleša k bratomoru, češ da se mu izmikata grunt in punca.
Ko zvečer izbruhne prepir med bratoma, Andrej izpove svojo ljubezen do zemlje in da bo z nevesto Metko nadaljeval očetovo delo. Dekle se izmika Alešu, saj se mu noče zameriti. Andrej vidi, da ji gre le za grunt, zato se odloči, da bo naslednje jutro šel v svet. Ko vsi zaspijo, se Aleš splazi za bratom in ga ubije. Takoj za tem Ambrož ukrade vse Aleševe prihranke in mu tako pokaže, kdo bo gospodar v hiši.
Aleš po umoru postane zelo nemiren, vedno bolj ga teži krivda. Spove se župniku, ki mu nerad podeli odvezo. Aleš se boji sodnije, a z odvezo se počuti varnejšega.
Zadnje slika se prične s poroko Aleša in Metke. Na lepem vstopijo orožniki, ki ga obtožijo bratomora. Izdala ga je ura, ki jo je izgubil med zakopavanjem bratovega trupla. Aleš prizna. Neža obupano izpove svojo voljo, da Metavo zapušča svojim revežem in osebenkom. Naj bo brez gospodarja, kot bratje in sestre naj živijo brez prelivanja krvi. Ko izreče svojo oporoko, se zgrudi, pokriža Aleša in umre. Istočasno si je v kamri vzel življenje Ambrož.